# Виана (Эспириту-Санту)
Виана (порт. Viana) — муниципалитет в Бразилии, входит в штат Эспириту-Санту. Составная часть мезорегиона Центр штата Эспириту-Санту. Входит в экономико-статистический микрорегион Витория. Население составляет 60 537 человек на 2006 год. Занимает площадь 311,608 км². Плотность населения — 194,3 чел./км².
Праздник города — 23 июля.

## История
Город основан 23 июля 1862 года.

## Статистика
- Валовой внутренний продукт на 2003 год составляет 512 251 546,00 реалов (данные: Бразильский институт географии и статистики).
- Валовой внутренний продукт на душу населения на 2003 год составляет 8 941,69 реалов (данные: Бразильский институт географии и статистики).
- Индекс развития человеческого потенциала на 2000 год составляет 0,737 (данные: Программа развития ООН).